# Venusia marmoraria
Venusia marmoraria är en fjärilsart som beskrevs av John Henry Leech 1897. Venusia marmoraria ingår i släktet Venusia och familjen mätare. Inga underarter finns listade i Catalogue of Life.